# Apsilochorema eliud
Apsilochorema eliud är en nattsländeart som beskrevs av Malicky och Chantaramongkol 1993. Apsilochorema eliud ingår i släktet Apsilochorema och familjen Hydrobiosidae. Inga underarter finns listade i Catalogue of Life.